# Wettiner Platz (Dresden)

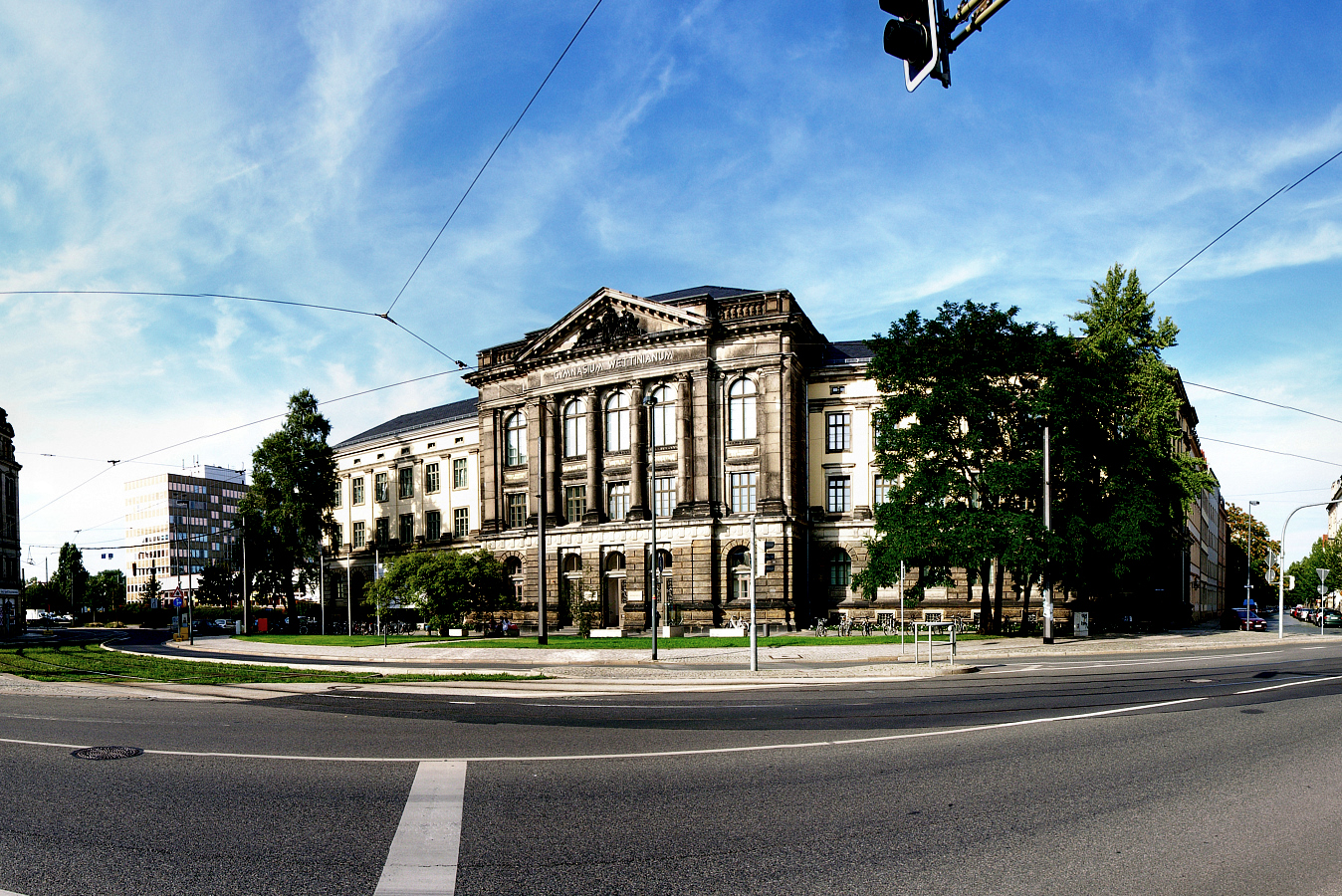
Blick über den Wettiner Platz zum Wettiner Gymnasium, 2007

Der Wettiner Platz ist ein Platz in Dresden. Er liegt am Rand des Stadtzentrums der sächsischen Landeshauptstadt, westlich der Inneren Altstadt.

## Lage
Der Platz liegt in der Gemarkung Altstadt I in der inneren Wilsdruffer Vorstadt und gehört somit zum statistischen Stadtteil Wilsdruffer Vorstadt/Seevorstadt-West im Stadtbezirk Altstadt. Die Schweriner Straße teilt den Platz in zwei Dreiecke auf. Jahnstraße und Schützengasse, die aus Nordwesten bzw. Nordosten einmünden, fassen dabei das kleinere nördliche Dreieck und damit den eigentlichen Wettiner Platz ein. Die Fortsetzung der aus Osten einmündenden Grünen Straße und die von Süden einmündende Alfred-Althus-Straße bilden das südliche Dreieck, das auch als Wettiner Dreieck bezeichnet wird und bis in die 1950er Jahre bebaut war.

## Gestaltung
Auf den beiden dreieckigen Verkehrsinseln des Platzes befinden sich Grünanlagen. Die südliche Anlage erinnert an die Jakobikirche, die bis zu ihrem Abriss 1953 an dieser Stelle stand. Der Grundriss findet sich in der Platzgestaltung wieder. Eine zentrale Achse führt von der Schweriner Straße zum ehemaligen Altarstandort. Die Sitzgelegenheiten erinnern von ihrer Anordnung und Form her an die einstigen Kirchenbänke. Die beiden Bronzebeschläge des Hauptportals der Kirche sind auf dem Platz ausgestellt. Eigentümerin der mit 22 Zierkirschen und 14 Lindenbäumen begrünten Fläche, auf der sich auch unterirdische Wertstoff-Behälter befinden, ist die Annen-Matthäus-Kirchgemeinde.

## Bebauung

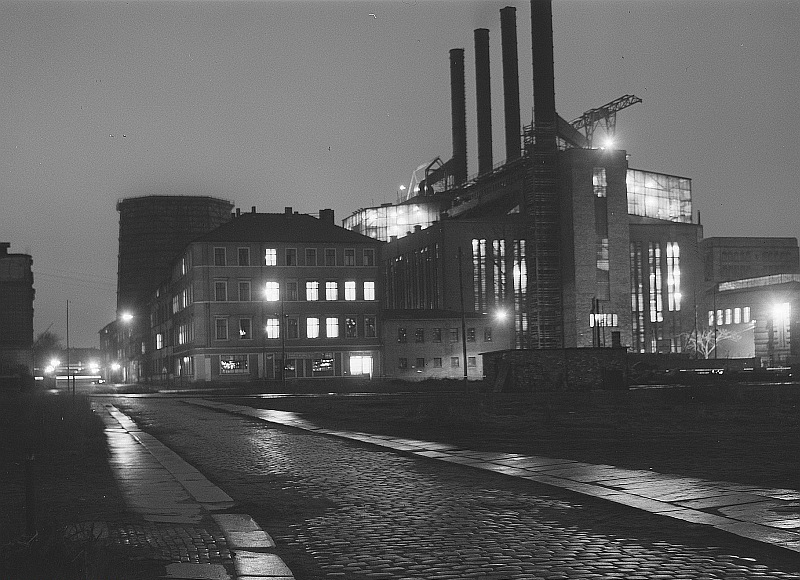
Kraftwerk Mitte an der Westseite des Wettiner Platzes, undatiert (20. Jahrhundert)

Das dominierende Gebäude am Wettiner Platz ist das 1884 fertiggestellte Wettiner Gymnasium (Wettiner Platz 13, denkmalgeschützt) mit seinem begrünten Vorplatz. Es steht auf der Nordostseite und dient der Hochschule für Musik Carl Maria von Weber Dresden als Hauptgebäude. Die Südostseite des Wettiner Platzes ist eine unbebaute Brachfläche. An der Westseite stehen einige Gebäude des ehemaligen Kraftwerks Mitte (Wettiner Platz 7, denkmalgeschützt), das 1895 als Lichtwerk in Betrieb genommen, 1900 und 1927/28 erweitert, 1994 stillgelegt und schließlich 2006 teilweise abgerissen wurde. Darin hat seit 2002 das KraftWerk – Dresdner Energiemuseum seinen Sitz. Auf der Nordwestseite stehen Wohn- und Geschäftshäuser in geschlossener Bauweise. Das dortige Gebäude Wettiner Platz 10, dessen Hinterhaus die Spielstätte des Theaters am Wettiner Platz ist, steht ebenfalls unter Denkmalschutz (vgl. Liste der Kulturdenkmale in der Wilsdruffer Vorstadt).

## Verkehr
Die den Platz durchschneidende Schweriner Straße ist Teil einer wichtigen Verkehrsachse zwischen dem Stadtteil Cotta im Dresdner Westen und der Innenstadt. Sie führt nach Osten zum Postplatz, wo sie in der Wilsdruffer Straße eine Fortsetzung findet. Ihre westliche Verlängerung in der Friedrichstadt ist die Schäferstraße. Nahe dem Wettiner Platz befindet sich an der Schweriner Straße eine Haltestelle der Dresdner Straßenbahn, die vom Postplatz kommend über die Jahnstraße zum nahen Bahnhof Dresden Mitte führt.

## Geschichte

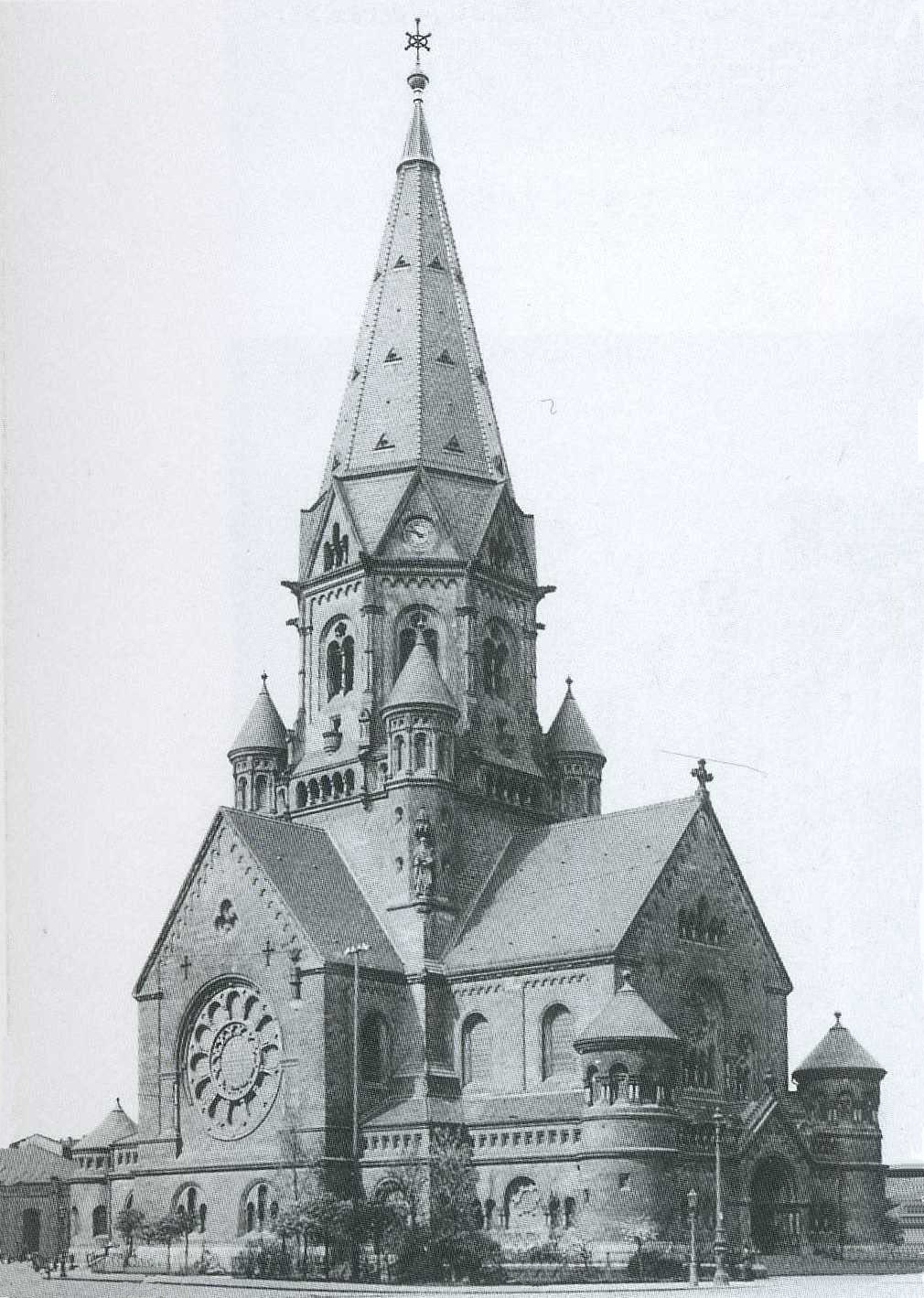
Jakobikirche am Wettiner Platz, 1902

Im 18. und 19. Jahrhundert befand sich am Pichplatz, dem späteren Wettiner Platz, die Kirche des Ehrlichschen Gestifts. Daneben lag ein 1823 aufgelöster Pest- und Armenfriedhof. Die Straßen (Grüne Straße und Schützengasse) verliefen grob von Nordost nach Südwest. Die Anlage der Wettiner, seit 1946 Schweriner Straße erfolgte erst 1873 bis 1875. Dadurch entstand auch das Platzdreieck. Der Platz selbst hieß ab 1898 Wettinerplatz und ist benannt nach dem Adelsgeschlecht der Wettiner, das seit dem Mittelalter die Markgrafen von Meißen sowie Herzöge, Kurfürsten und Könige von Sachsen stellte. Am 8. März 1933 war er Schauplatz einer der frühesten Bücherverbrennungen durch die Nationalsozialisten. Sie fanden vor dem Haus Wettiner Platz 10 statt, das ab 1912 Dresdner Parteisitz der SPD und dessen Hinterhaus von 1918 bis 1933 Sitz der Druckerei der sozialdemokratischen Dresdner Volkszeitung (Sächsische Landesdruckerei) war.
Im Juli 1946 erhielt der Platz den Namen Fritz-Heckert-Platz nach dem sächsischen SPD- bzw. KPD-Politiker Fritz Heckert (1884–1936). Da der Platz knapp im durch die Luftangriffe auf Dresden 1945 zerstörten Gebiet lag, wurden einige Gebäude stark beschädigt. Dies führte auch zum Abriss der Jakobikirche 1953, an deren Stelle eine Wiese trat. Im ehemaligen Verlagshaus der Volkszeitung am Fritz-Heckert-Platz 10 befand sich in der Zeit der DDR der Dresdner Redaktionssitz des LDPD-Organs Sächsisches Tageblatt (ST) und in den Jahren 1990/91 jener der Dresdner Neuesten Nachrichten (DNN). Heute ist das Gebäude Sitz von Verlag und Dresdner Redaktion der Wochenzeitung Wochenkurier. Seit dem 18. Oktober 1991 heißt der Platz wieder Wettiner Platz.
Im Juli 2012 entdeckten Bauarbeiter am Wettiner Platz die Gebeine mehrerer Menschen, bei denen es sich vermutlich um Opfer der Luftangriffe von 1945 handelt. Bereits zehn Jahre zuvor waren dort Knochen ausgegraben worden.